# Кааут 1
Кааут 1 (англ. Quaaout 1) — індіанська резервація в Канаді, у провінції Британська Колумбія, у межах регіонального округу Коламбія-Шушвап.

## Населення
За даними перепису 2016 року, індіанська резервація нараховувала 171 особу, показавши скорочення на 26,9%, порівняно з 2011-м роком. Середня густина населення становила 10 осіб/км².
З офіційних мов обидвома одночасно володіли 5 жителів, тільки англійською — 170. Усього 5 осіб вважали рідною мовою не одну з офіційних, з них усі — одну з корінних мов.
Працездатне населення становило 62,1% усього населення, усі були зайняті.

## Клімат
Середня річна температура становить 7,6°C, середня максимальна – 22,8°C, а середня мінімальна – -11,1°C. Середня річна кількість опадів – 545 мм.
| Клімат поселення                              | Клімат поселення | Клімат поселення | Клімат поселення | Клімат поселення | Клімат поселення | Клімат поселення | Клімат поселення | Клімат поселення | Клімат поселення | Клімат поселення | Клімат поселення | Клімат поселення | Клімат поселення |
| Показник                                      | Січ.             | Лют.             | Бер.             | Квіт.            | Трав.            | Черв.            | Лип.             | Серп.            | Вер.             | Жовт.            | Лист.            | Груд.            |                  |
| Середній максимум, °C                         | 2,13             | 5,21             | 9,57             | 14,51            | 19,16            | 22,79            | 21,55            | 21,51            | 16,48            | 10,33            | 4,22             | −0,36            |                  |
| Середня температура, °C                       | −4,46            | −1,38            | 2,98             | 7,92             | 12,58            | 16,21            | 18,78            | 18,73            | 13,69            | 7,56             | 1,46             | −3,14            |                  |
| Середній мінімум, °C                          | −11,05           | −7,96            | −3,61            | 1,32             | 5,99             | 9,62             | 16,00            | 15,95            | 10,93            | 4,78             | −1,32            | −5,92            |                  |
| Норма опадів, мм                              | 54               | 30               | 26               | 30               | 50               | 55               | 47               | 42               | 38               | 42               | 65               | 66               |                  |
| Середньомісячна швидкість вітру, м/с          | 1.80             | 1.70             | 2.00             | 2.20             | 2.10             | 2.00             | 1.90             | 1.80             | 1.70             | 1.72             | 1.92             | 1.90             |                  |
| Середньомісячна сонячна радіація, кДж/м²·день | 3117             | 6448             | 11398            | 16477            | 20086            | 21654            | 22673            | 19254            | 13524            | 7681             | 3541             | 2441             |                  |
| --------------------------------------------- | ---------------- | ---------------- | ---------------- | ---------------- | ---------------- | ---------------- | ---------------- | ---------------- | ---------------- | ---------------- | ---------------- | ---------------- | ---------------- |
| Джерело:                                      |                  |                  |                  |                  |                  |                  |                  |                  |                  |                  |                  |                  |                  |